# Mirosław Jasiński
Mirosław Stanisław Jasiński (* 12. listopadu 1960 Bolesławiec) je polský disident, diplomat, scenárista a režisér, v letech 2021 až 2022 byl velvyslancem Polska v Česku, v letech 2001 až 2006 byl ředitelem Polského institutu v Praze.

## Život
Absolvoval studia polské filologie a dějin umění na Vratislavské univerzitě (1986). Byl spoluzakladatelem Nezávislého sdružení studentů na Vratislavské univerzitě (1980) a hnutí Polsko-československé solidarity.
V letech 1990–1991 byl vedoucím politického oddělení Velvyslanectví v Praze. V letech 1991–1992 zastával funkci vratislavského vojvody. V letech 1992 –1993 přednášel na Vratislavské polytechnice. Do roku 1995 plnil funkci hlavního mluvčího Polsko-československé solidarity. Zakládal Nadaci Polsko-československé solidarity i zasedal v její radě. Působil jako ředitel Polského institutu v Praze (2001–2006), poradce představenstva PKN Orlen a člena dozorčí rady Unipetrol, a.s. (2007–2008), poradce vedení Unipetrol a.s. (od roku 2011), ředitel Městské galerie ve Vratislavi (2012–2021). Od 30. listopadu 2021 byl velvyslanec Polské republiky v České republice. Odvolán v lednu 2022.
Počátkem ledna 2022 poskytl rozhovor německé stanici Deutsche Welle, ve kterém kritizoval polský přístup ve sporu o důl Turów. Dostal se tak do konfliktu s polským premiérem Mateuszem Morawieckim, který se rozhodl Jasińského z funkce velvyslance odvolat.
Mirosław Jasiński je scenárista a režisér filmů a dokumentárních cyklů. Je ženatý. Ovládá angličtinu a češtinu.

## Ocenění
- Bronzový kříž Za zásluhy (2005)[9]
- důstojnický kříž Řádu znovuzrozeného Polska (2007)[10]
- Kříž Svobody a Solidarity (2020)[11]
- Vyznamenání Bene Merito od ministra zahraničních věcí PR (2020)[3]
- Zlatý odznak Za zásluhy pro Dolnoslezské vojvodství (2019)[3]
- Medaile Za zásluhy o diplomacii Ministra zahraničních věcí České republiky (2019)[12]
- Cena Václava Bendy (2015)[13]
- Cena Františka Kriegla (1990)[14]